# Orleanesia amazonica
Orleanesia amazonica är en orkidéart som beskrevs av João Barbosa Rodrigues. Orleanesia amazonica ingår i släktet Orleanesia och familjen orkidéer. Inga underarter finns listade i Catalogue of Life.